# Ctenopelma nigricorne
Ctenopelma nigricorne là một loài tò vò trong họ Ichneumonidae.